# Visconde da Calçada
O título de Visconde da Calçada foi criado por decreto de 17 de Janeiro de 1871 do rei D. Luís I de Portugal a favor de Diogo de Ornelas de França Carvalhal Frazão e Figueiroa, 1.º Visconde da Calçada e 1.º Conde da Calçada.

## Titulares
1. Diogo de Ornelas de França Carvalhal Frazão e Figueiroa, 1.º Visconde da Calçada, 1.º Conde da Calçada.